# スリナム航空764便墜落事故
スリナム航空764便墜落事故 (Surinam Airways Flight 764) は、1989年6月7日に発生した航空事故。スリナムのヨハン・ペンヘル国際空港に進入していた旅客機が墜落し、乗員乗客187名中176名が死亡した。

## 事故の概要
1989年6月7日、オランダ・アムステルダムのスキポール国際空港発スリナム・パラマリボのヨハン・ペンヘル国際空港行きのスリナム航空764便は1969年製のダグラスDC-8-62、機体番号N1809Eによって運行され、現地時間で前日の23時25分にスキポール国際空港を離陸した。しかし、翌日の午前4時27分ごろ、ヨハン・ペンヘル国際空港への進入中に樹木に接触し、機体が反転する形となりながら墜落。この事故で乗員乗客187名のうち176名が死亡し、生き残った11名も全員負傷した。

## 事故機の概要
事故機は1969年に製造され、アメリカのブラニフ・インターナショナル航空に納入された。ブラニフ時代の1979年には小規模な事故を起こしていたという。ブラニフ航空倒産の後、機体はリース会社に転売され事故機のN1809Eはリースされた機体であった。

## 事故原因
事故の原因は機長の無謀な操縦にあった。当時、ヨハン・ペンヘル国際空港周辺では濃い霧が立ち込めており、極端に視界が悪化していた。濃い霧の為に2回着陸をやり直したにもかかわらず機長は代替空港へは向かおうとはせず、3回目の着陸を試み事故になった。この飛行機にはプロサッカー選手とスリナムの要人が乗っており機長は彼らを代替空港には降ろせないというプレッシャーを感じていたものと考えられている。

## 事故を受けた対策
機体はアメリカの航空会社が保有するものではなかったが、リースされていた機体で、かつ機体番号がアメリカ籍であったため、国家運輸安全委員会による対策が行われた。内容は、アメリカ国内で運行されている航空会社の全乗組員のリスト提出、国際線におけるパイロットのリースシステムの規制などであった。

## 「カラフル11」の悲劇
当該機体には「カラフル11」（カラフル・イレブン、オランダ語: Kleurrijk Elftal）と呼ばれたスリナム系オランダ人サッカー選手の一団が乗機していた。彼らは貧しい地帯で生まれ育ったプロサッカー選手たちであり、スリナム系オランダ人サッカー選手の選抜チームがスリナムで試合を行うために飛行機に乗っていた。カラフル11のメンバーのうちルート・フリット、フランク・ライカールト、アーロン・ヴィンター、ブライアン・ロイ、スタンリー・メンゾらは所属クラブがスリナム行きを拒否したため、この飛行機に乗らずに難を逃れている。この事故で乗機していたカラフル11のメンバー18人のうち15人が死亡。3人が生き残ったが、シギ・レンスは骨盤を骨折して選手生命を絶たれ、エドゥ・ナンドラルは脊髄を損傷して四肢麻痺の症状が残った。ラデイン・デ・ハーンは事故により椎骨骨折のダメージを負ったが、プロやアマチュアのサッカークラブでプレーを続けた。

## 余波
この墜落事故では飛行機で移動していた犬も無事生還し、その後「ラッキー」と名付けられている。
また、この飛行機の便名自体が事故を予知していた（6月7日4時に墜落したYP＝ヤンキーの機長）という都市伝説も流布されている。

### 註釈
1. ↑  機体記号がアメリカを示す「N」から始まっているのはこのためである。

## 類似事故
- マンクス2 7100便着陸失敗事故 - 2011年2月10日、北アイルランドのベルファストから、アイルランドのコークに向かっていた機体がコーク空港の滑走路上に横転し、裏返しになって墜落。乗員乗客12人の内6人が犠牲になった。原因は濃霧による視界不良だが、乗員たちは二度の着陸復航の末、三度目の着陸を強行していた。